# Corzianena
Corzianena (em grego: Χορζιανηνή, Chorzianēnḗ), Corz[i]ana (Χορζ[ι]ανή, Chorz[i]anḗ), Cortzena (Κορτζηνή, Kortzēnḗ; em armênio: Խորձեան; romaniz.: Χorjean) ou Orzianina (Ορζιανινή, Orzianinḗ), segundo a Geografia de Ananias de Siracena (século VII), foi um cantão (gavar) da província (ascar) de Sofena, no Reino da Armênia. Mais tarde, comporia um dos distritos do Império Bizantino na província da Armênia Magna.

## Geografia
Segundo Procópio, Corzianena se estendia por três dias de viagem entre Citarizo e Teodosiópolis, permitindo identificá-la com os vales fluviais e colinas a leste das modernas montanhas Bingol (Bingöl). O trecho mais vulnerável da região, devido a sua carência de traços naturais defensáveis ao longo da fronteira, se estendia do vale do Goinuque (Göynük) ao sul das nascentes do Tusla perto de Chate ao norte. Segundo estimativas modernas, compreendia uma área de 3 450 quilômetros quadrados. Sua principal fortaleza chamava-se Coloberda (Կողոբերդ, Kołoberd) ou Queli (Քեղի, Kełi).

## História
Corzianena foi um dos cantões da província de Sofena, do Reino da Armênia. Ao contrário dos cantões vizinhos, que formavam seus próprios Estados principescos, pertenceu a Balabitena ou Astianena, que eram governadas por suas dinastias locais. Procópio ressalta em sua descrição que a fronteira entre o Império Bizantino e o Império Sassânida era fluída nas regiões armênias desses países, sobretudo em Corzianena. Segundo ele, os súditos dos romanos e persas não temiam uns aos outros e não suspeitavam de ataques, tendo casado entre si e compartilhado mercados e fazendas. Sob o imperador Justiniano (r. 527–565) uma série de fortificações foram construídas ao longo da fronteira para protegê-la. A principal, Artaleso, foi construída ou fortificada sob suas ordens e serviu como sede para um duque e seu exército de campo. Artaleso ainda não foi identificada, mas é provável que tratou-se de um pequeno forte afastado.
Durante a Guerra Anastácia (502–506), devido a inexistência de fortes no distrito, Corzianena foi alvo de invasões dos persas do xá Cavades I que entrou em Astianena através de Corzianena e então atravessou os passos de Safcas e Ilírisis em seu caminho para o sul. Uma série de conflitos na zona de fronteira forçou Anastácio I (r. 491–518) a tomar medidas urgentes para melhor a posição estratégica do império no setor oriental da fronteira, do mar Negro a Martirópolis. Corzianena, Astianena e outros territórios estavam expostos a ataques e durante os conflitos muito dano de guerra foi causado.
Em 540, no início da Guerra Lázica, Justiniano ordenou que seus generais estacionados no Oriente reunissem suas forças e atacassem conjuntamente a Armênia o mais rápido possível. Martinho, Ildígero e Teoctisto acamparam em Citarizo, onde uniram-se pouco depois com Pedro e Adólio; Isaque já estava lá e Filemudo e Vero acamparam em Corzianena. A expedição começou desordenadamente e terminou com uma derrota fragorosa dos bizantinos nas mãos de Nabedes na Batalha de Anglo. No século seguinte, os bizantinos perderiam o controle da Corzianena, que ficaria nas mãos dos árabes até 937-942, quando o império foi capaz de reaver a região. Na década de 1040 e em 1054, o distrito esteve sujeito a ataques dos turcos seljúcidas.